# Daniel Kevles
Daniel J. Kevles (né le 2 mars 1939 à Philadelphie, Pennsylvanie) est un historien des sciences américain surtout connu pour ses livres sur la physique et l'eugénisme américains et pour un vaste corpus d'érudition sur la science et la technologie dans les sociétés modernes. Il est professeur émérite d'histoire Stanley Woodward, à l'Université Yale et professeur émérite JO et Juliette Koepfli de sciences humaines, au California Institute of Technology ,.

## Biographie
Kevles obtient son BA en physique de l'Université de Princeton en 1960 et son doctorat en histoire de Princeton en 1964 . Il enseigne au California Institute of Technology de 1964 à 2001 et à l'Université de Yale de 2001 à 2015. Depuis 2015, il occupe des postes supplémentaires à l'Université Columbia de l'Université de New York ,.
En 2001, Kevles reçoit la Médaille George-Sarton de la History of Science Society, décernée pour "une vie de réalisations savantes". En 1999, son livre The Baltimore Case reçoit le prix Watson Davis de la History of Science Society pour le meilleur livre d'histoire des sciences destiné à un large public. Kevles est membre de l'Association américaine pour l'avancement des sciences et de l'Académie américaine des arts et des sciences et membre de la Société américaine de philosophie  et de la Society of American Historians .
En 2000, le mathématicien Serge Lang mène une campagne infructueuse pour empêcher Kevles d'être titularisé à Yale, affirmant que le livre de Kevles The Baltimore Case est trop favorable à David Baltimore ,,,. Bien que critiqué publiquement par Lang et plusieurs autres scientifiques  le livre est également loué par d'autres pour son érudition méticuleuse et ses rapports détaillés .

## Recherches
La recherche de Kevles se concentre principalement sur l'histoire de la science en Amérique et les interactions entre la science et la société. Un thème central dans une grande partie de son travail est la tension entre la science d'élite et les normes du contrôle démocratique. Il est surtout connu pour ses histoires interprétatives accessibles et originales de la physique et de l'eugénisme, et pour un vaste corpus d'érudition qui couvre largement l'histoire des sciences physiques, des sciences de la vie et de la technologie.
Ses livres comprennent The Physicists (1978), une histoire de la communauté américaine de la physique, In the Name of Eugenics (1985), actuellement le texte standard sur l'histoire de l'eugénisme aux États-Unis et en Grande-Bretagne  et The Baltimore Case (1998) ,, une étude des accusations de fraude scientifique. Il est également co-auteur du manuel Inventing America: A History of the United States (2002; 2e édition 2006)  et co-éditeur avec Leroy Hood de The Code of Codes (1992)  un ensemble d'essais qui explorent les questions scientifiques et sociales entourant le projet du génome humain. Il publie une histoire des utilisations de la propriété intellectuelle dans les organismes vivants du XVIIIe siècle à nos jours  et une histoire co-écrite de l'Académie nationale des sciences .
Tout au long de sa carrière, Kevles fait connaître l'histoire de la science et de la technologie à un large public grâce à ses contributions à des publications grand public dans des articles. La version sérialisée de son livre In the Name of Eugenics, publiée dans The New Yorker en 1984, reçoit le prix Page One 1985 pour l'excellence dans le reportage scientifique .

## Publications
- Les physiciens: l'histoire d'une communauté scientifique en Amérique moderne (Alfred A. Knopf, 1978; Harvard University Press 1987, 1995).
- Au nom de l'eugénisme: la génétique et les utilisations de l'hérédité humaine (Alfred A. Knopf, 1985; avec une nouvelle préface Harvard University Press, 1995).
- The Code of Codes: Scientific and Social Issues in the Human Genome Project, coéditeur avec Leroy Hood (Harvard University Press, 1992).
- L'affaire Baltimore: un procès de politique, de science et de caractère (WW Norton, 1998).
- Inventing America: A History of the United States, coauteur avec Alex Keyssar, Pauline Maier et Merritt Roe Smith (WW Norton, 2002; 2e édition, 2006).